# Дилемма художника
«Дилемма художника» — немой короткометражный фильм режиссёра Эдвина Стэнтона Портера. Фильм был снят в Нью-Йорке. Премьера состоялась в США 14 декабря 1901 года.

## Сюжет
Художник засыпает в кресле в своей студии. Во сне он видит прекрасную женщину, появляющуюся из старых напольных часов.